# Semiter
Semiter är folk som talar semitiska språk och som sedan omkring 3000 f.Kr. hade en dominerande ställning i Mellanöstern. Begreppet syftade ursprungligen på folk nämnda i Bibelns Första Mosebok (10:21–31) som ättlingar till Noas son Sem och användes första gången på 1700-talet, först i samband med de språk som semiterna talade, men blev senare vanligt namn på själva folken.
Det är oklart var semiterna hade sitt "urhem" men är troligtvis i den sydliga delen av Arabiska halvön och därifrån vandrat västerut till Etiopien, i nordvästlig riktning till Palestina, Syrien och Mesopotamien samt till Egypten och Nordafrika i nordväst. 